# Véronique couchée
Veronica prostrata
Espèce
Classification phylogénétique
La véronique couchée (Veronica prostrata) est l'une des 200 espèces de plantes à fleurs du genre Veronica de la famille des Scrophulariaceae selon la classification classique de Cronquist (1981) ou des Plantaginaceae selon la classification phylogénétique.

## Description
Tige d'abord couchée se redressant pour porter l'inflorescence. Corolle bleu vif de 6 à 8 mm de diamètre, sépales glabres.

## Habitat
Pelouses calcaires sèches.

## Taxonomie
Deux sous-espèces :
- Veronica prostrata prostrata
- Veronica prostrata scheereri J.P. Brandt syn. Veronica scheereri (J.P. Brandt) Holub[2].